# 马诺杰·库马尔

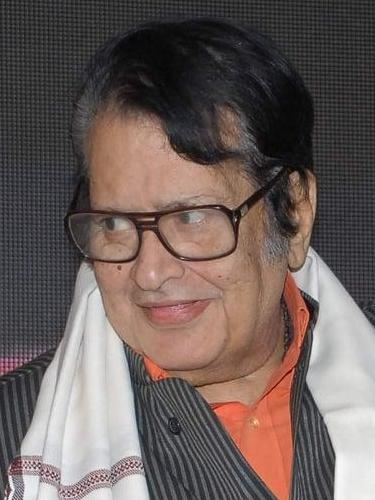
马诺杰·库马尔

马诺杰·库马尔 （1937年7月24日—2025年4月4日）是一位印度宝莱坞演员、导演、编剧、作词家和剪辑师。1992年印度政府授予他莲花士勋章 ，并于2015年獲得达达萨赫布·法尔克奖。他还曾获得一项印度國家電影獎和七项印度電影觀眾獎。